# Simone Vergassola
Simone Vergassola (La Spezia, 24 gennaio 1976) è un allenatore di calcio ed ex calciatore italiano, di ruolo centrocampista, tecnico in seconda del Cesena.

## Caratteristiche tecniche
Mediano di centrocampo in grado di disimpegnarsi con buona efficacia anche come interno, bravo negli inserimenti e nel recuperare palloni. In carriera è stato schierato nel ruolo di mezz'ala (cosa che gli ha permesso di valorizzare le sue doti di incursore) e nel ruolo di esterno di centrocampo. Durante la permanenza di Antonio Conte sulla panchina toscana si è adattato a giocare in un centrocampo a due nel ruolo di incontrista, posizione in cui lo ha impiegato anche Serse Cosmi.

## Carriera

### Giocatore

#### Inizi
Compie i suoi primi passi nel settore giovanile della Sarzanese, per poi passare alla Carrarese, con cui disputa quattro campionati in Serie C1.
In seguito viene acquistato dalla Sampdoria. Esordisce in Serie A il 9 marzo 1997 in Atalanta-Sampdoria (4-0). Chiude la stagione con altre due presenze. Resta con i blucerchiati anche le quattro seguenti stagioni, vestendo la fascia da capitano.

#### Torino
Il 26 luglio 2001 passa a titolo definitivo al Torino. Esordisce con i piemontesi il 26 agosto successivo in Udinese-Torino (2-2), subentrando al 29' della ripresa al posto di Riccardo Maspero. Segna la sua prima rete in campionato il 25 novembre 2001 contro il Verona (vittoria per 5-1), deviando in rete un cross di Antonino Asta. Chiude la stagione con 33 presenze e due reti, a cui si aggiungono due presenze in Coppa Italia.
La stagione seguente, terminata con la retrocessione in serie cadetta, scende in campo in 28 occasioni, mettendo a segno due reti.

#### Siena
Messo sul mercato per aver rifiutato il prolungamento del contratto, viene acquistato dal Siena, in Serie A. Esordisce con i toscani il 18 gennaio 2004 nella trasferta persa contro la Juventus (4-2 il finale), giocando titolare. Mette a segno la sua prima rete in campionato il 14 marzo contro l'Ancona. Termina la stagione con 16 presenze, tutte da titolare, e una rete.
La stagione seguente scende in campo 37 volte, in tutte le occasioni da titolare, saltando solo Siena-Parma (0-1) del 9 gennaio 2005 a causa di una squalifica rimediata in seguito a un'espulsione ricevuta tre giorni prima contro il Chievo (vittoria per 1-3), a causa di comportamento non regolamentare, e mettendo a segno sei reti, suo record di reti in Serie A, tra cui una doppietta (la prima in massima serie), nel derby vinto contro il Livorno (3-6 per i bianconeri).
Dal 2007, anche a causa dello scarso impiego di Enrico Chiesa, diventa capitano della squadra. Il 18 luglio 2008 rinnova il suo contratto fino al 30 giugno 2011.
Il 13 ottobre 2010 raggiunge le 225 presenze con la maglia dei toscani, portandosi a due gettoni da Stefano Argilli, in quarta posizione, poi superato il 1º novembre contro il Sassuolo. Il 19 aprile 2011 prolunga il suo contratto fino al 30 giugno 2013.
Il 23 settembre 2012 è autore della rete che sblocca l'incontro contro l'Inter, contribuendo alla prima vittoria in assoluto dei toscani contro i neroazzurri. L'8 ottobre rinnova il suo contratto in scadenza fino al 2014. Il 27 ottobre 2012 in Siena-Palermo (0-0), disputa la sua partita numero 300 con il Siena.
In seguito al fallimento del Siena, rimane svincolato. Il 13 agosto 2014 torna al Siena - iscritta al campionato di Serie D - rinata sotto il nome di Robur Siena. Nel corso della stagione viene più volte bloccato da infortuni muscolari.
Il 10 maggio 2015 il Siena viene promosso in Lega Pro. Il 19 luglio 2015 annuncia il suo ritiro dal calcio giocato.

### Allenatore
Il 1º giugno 2017 viene scelto come nuovo vice di Michele Mignani alla Robur Siena, facendo così ritorno nella squadra toscana anche da allenatore. Il 7 settembre seguente supera con esito positivo l'esame da allenatore di seconda categoria UEFA A per poter allenare le giovanili, le prime squadre fino alla Serie C e per fare il vice in A e B. Il 25 novembre 2019 diventa il vice allenatore del Modena seguendo Mignani in Emilia. Il 17 giugno 2021 segue Mignani anche al Bari, sempre in qualità di vice allenatore. Successivamente segue Mignani anche nelle esperienze al Palermo e al Cesena.

## Statistiche

### Presenze e reti nei club
| Stagione         | Squadra          | Campionato       | Campionato | Campionato | Coppe nazionali | Coppe nazionali | Coppe nazionali | Coppe continentali | Coppe continentali | Coppe continentali | Altre coppe | Altre coppe | Altre coppe | Totale | Totale |
| Stagione         | Squadra          | Comp             | Pres       | Reti       | Comp            | Pres            | Reti            | Comp               | Pres               | Reti               | Comp        | Pres        | Reti        | Pres   | Reti   |
| ---------------- | ---------------- | ---------------- | ---------- | ---------- | --------------- | --------------- | --------------- | ------------------ | ------------------ | ------------------ | ----------- | ----------- | ----------- | ------ | ------ |
| 1992-1993        | Carrarese        | C1               | 1          | 0          | CI-C            | ?               | ?               | -                  | -                  | -                  | -           | -           | -           | 1      | 0      |
| 1993-1994        | Carrarese        | C1               | 8          | 2          | CI-C            | ?               | ?               | -                  | -                  | -                  | -           | -           | -           | 8      | 2      |
| 1994-1995        | Carrarese        | C1               | 31         | 3          | CI-C            | ?               | ?               | -                  | -                  | -                  | -           | -           | -           | 31     | 3      |
| 1995-1996        | Carrarese        | C1               | 31         | 0          | CI-C            | ?               | ?               | -                  | -                  | -                  | -           | -           | -           | 31     | 0      |
| Totale Carrarese | Totale Carrarese | Totale Carrarese | 71         | 5          |                 | ?               | ?               |                    | -                  | -                  |             | -           | -           | 71+    | 5+     |
| 1996-1997        | Sampdoria        | A                | 3          | 0          | CI              | 0               | 0               | -                  | -                  | -                  | -           | -           | -           | 3      | 0      |
| 1997-1998        | Sampdoria        | A                | 26         | 1          | CI              | 3               | 0               | CU                 | 0                  | 0                  | -           | -           | -           | 29     | 1      |
| 1998-1999        | Sampdoria        | A                | 19         | 0          | CI              | 3               | 0               | Int                | 1                  | 0                  | -           | -           | -           | 23     | 0      |
| 1999-2000        | Sampdoria        | B                | 35         | 4          | CI              | 4               | 0               | -                  | -                  | -                  | -           | -           | -           | 39     | 4      |
| 2000-2001        | Sampdoria        | B                | 31         | 6          | CI              | 7               | 0               | -                  | -                  | -                  | -           | -           | -           | 38     | 6      |
| Totale Sampdoria | Totale Sampdoria | Totale Sampdoria | 114        | 12         |                 | 17              | 0               |                    | 1                  | 0                  |             | -           | -           | 132    | 12     |
| 2001-2002        | Torino           | A                | 33         | 2          | CI              | 2               | 0               | -                  | -                  | -                  | -           | -           | -           | 35     | 2      |
| 2002-2003        | Torino           | A                | 28         | 2          | CI              | 2               | 0               | Int                | 4                  | 0                  | -           | -           | -           | 34     | 2      |
| 2003-gen. 2004   | Torino           | B                | 16         | 1          | CI              | 1               | 0               | -                  | -                  | -                  | -           | -           | -           | 17     | 1      |
| Totale Torino    | Totale Torino    | Totale Torino    | 77         | 5          |                 | 5               | 1               |                    | 4                  | 0                  |             | -           | -           | 86     | 6      |
| gen.-giu. 2004   | Siena            | A                | 16         | 1          | CI              | -               | -               | -                  | -                  | -                  | -           | -           | -           | 16     | 1      |
| 2004-2005        | Siena            | A                | 37         | 6          | CI              | 2               | 0               | -                  | -                  | -                  | -           | -           | -           | 39     | 6      |
| 2005-2006        | Siena            | A                | 33         | 4          | CI              | 2               | 0               | -                  | -                  | -                  | -           | -           | -           | 35     | 4      |
| 2006-2007        | Siena            | A                | 35         | 2          | CI              | 2               | 0               | -                  | -                  | -                  | -           | -           | -           | 37     | 2      |
| 2007-2008        | Siena            | A                | 31         | 1          | CI              | 0               | 0               | -                  | -                  | -                  | -           | -           | -           | 31     | 1      |
| 2008-2009        | Siena            | A                | 36         | 2          | CI              | 1               | 0               | -                  | -                  | -                  | -           | -           | -           | 37     | 2      |
| 2009-2010        | Siena            | A                | 34         | 5          | CI              | 1               | 0               | -                  | -                  | -                  | -           | -           | -           | 35     | 5      |
| 2010-2011        | Siena            | B                | 29         | 2          | CI              | 0               | 0               | -                  | -                  | -                  | -           | -           | -           | 29     | 2      |
| 2011-2012        | Siena            | A                | 29         | 0          | CI              | 2               | 0               | -                  | -                  | -                  | -           | -           | -           | 31     | 0      |
| 2012-2013        | Siena            | A                | 30         | 2          | CI              | 2               | 0               | -                  | -                  | -                  | -           | -           | -           | 32     | 2      |
| 2013-2014        | Siena            | B                | 24         | 1          | CI              | 3               | 0               | -                  | -                  | -                  | -           | -           | -           | 27     | 1      |
| 2014-2015        | Siena            | D                | 0          | 0          | CI-D            | 1               | 0               | -                  | -                  | -                  | -           | -           | -           | 1      | 0      |
| Totale Siena     | Totale Siena     | Totale Siena     | 334        | 26         |                 | 16              | 0               |                    | -                  | -                  |             | -           | -           | 350    | 26     |
| Totale carriera  | Totale carriera  | Totale carriera  | 596        | 48         |                 | 38+             | 1+              |                    | 5                  | 0                  |             | -           | -           | 639+   | 49+    |

## Palmarès

### Club

#### Competizioni nazionali
- Campionato italiano di Serie D: 1

Siena: 2014-2015
- Scudetto Dilettanti: 1

Siena: 2014-2015